# کاخ استروتسی

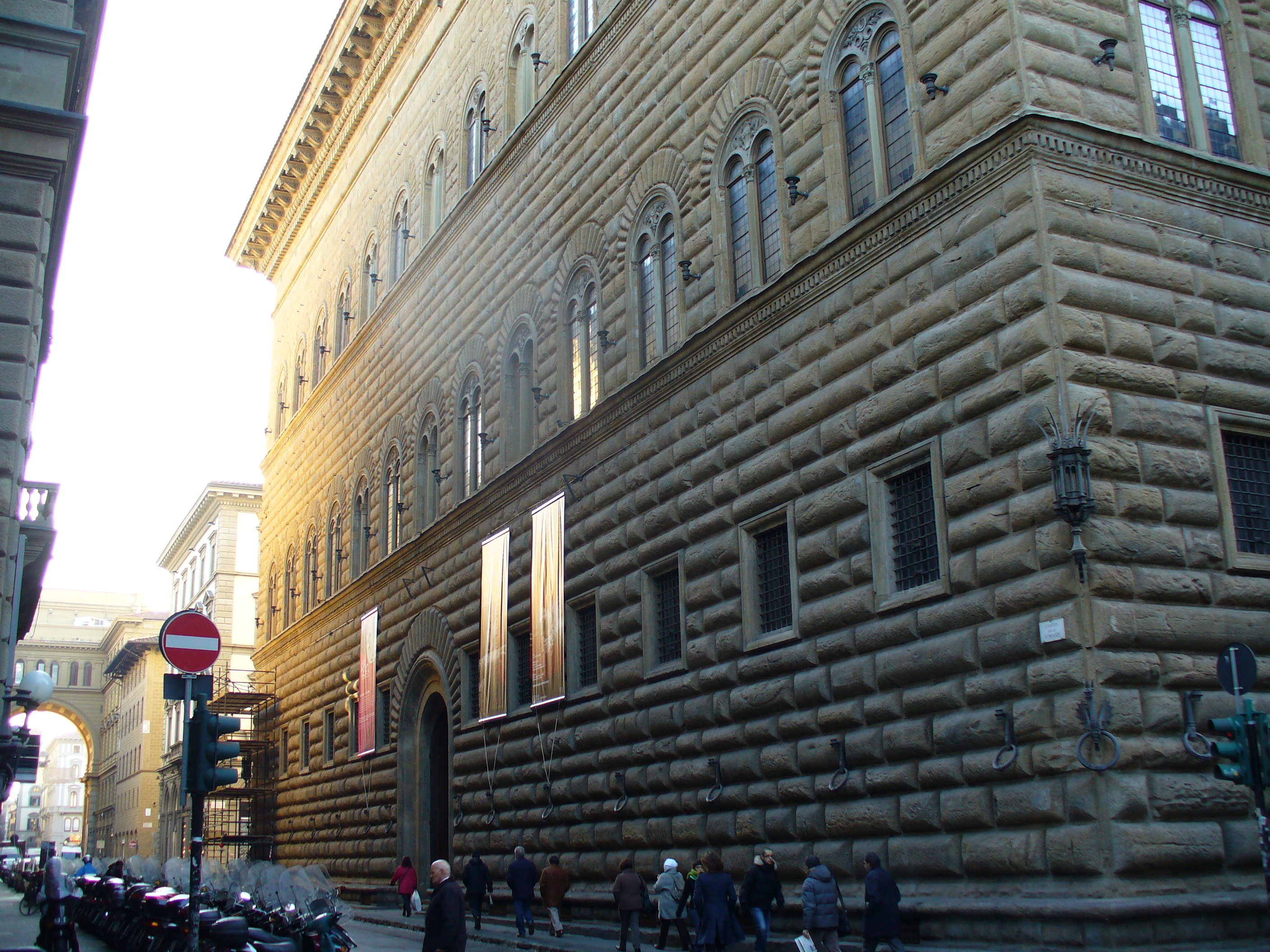
نمای بیرونی کاخ استروتسی

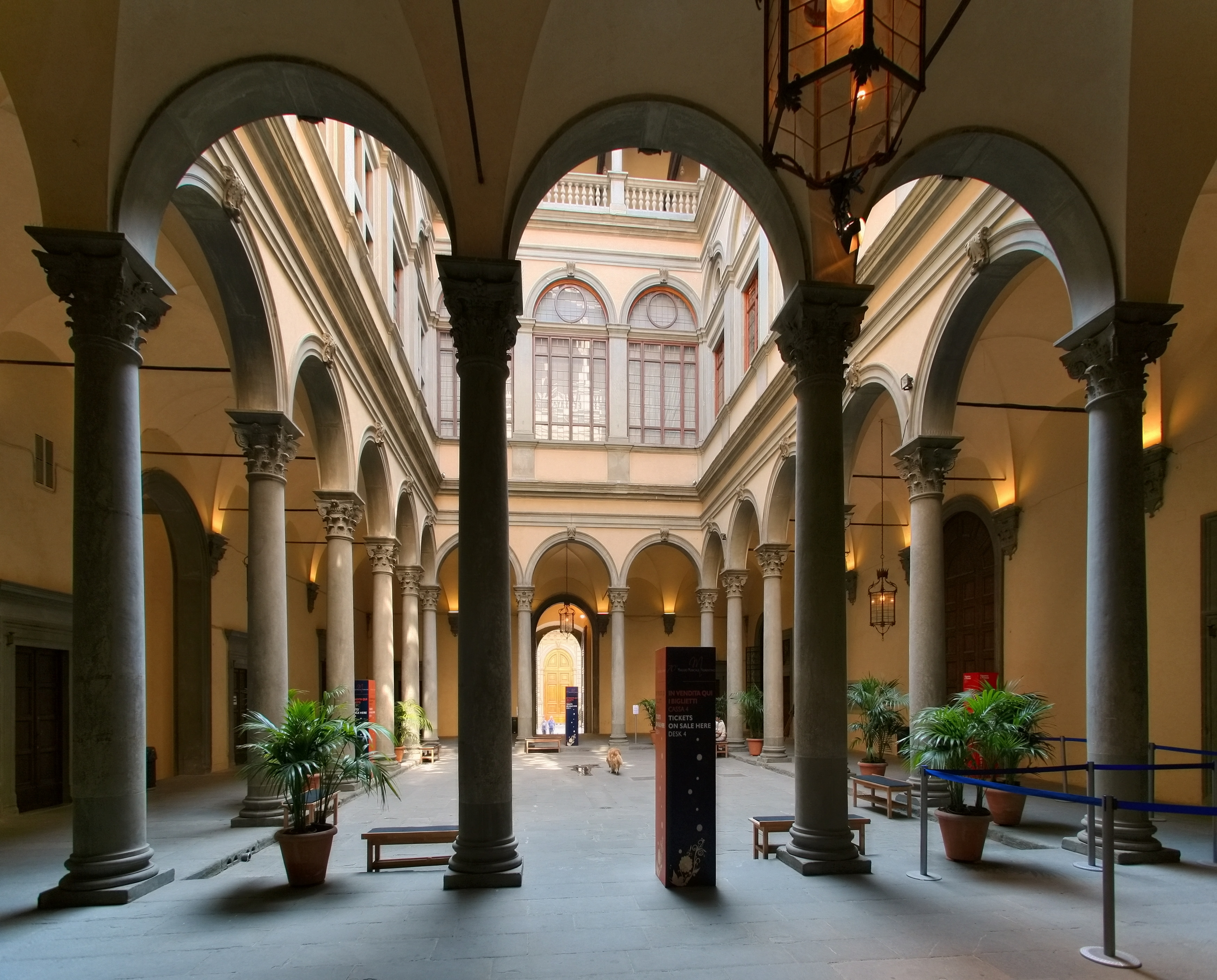
حیاط درونی

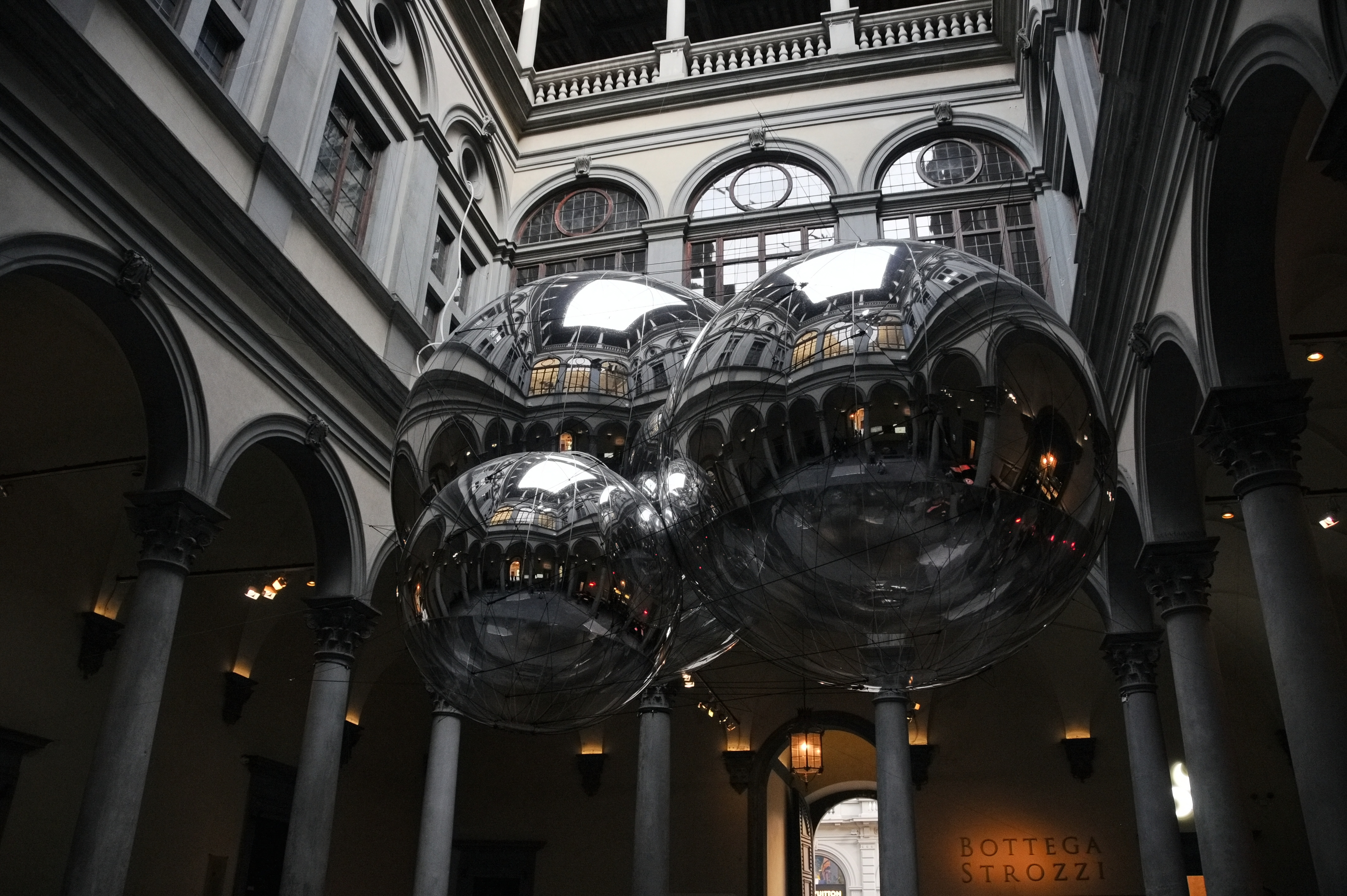
درون حیاط

کاخ استروتسی (ایتالیایی: Palazzo Strozzi) یک کاخ در فلورانس، ایتالیا است.

## تاریخ
ساخت و ساز کاخ در سال ۱۴۸۹ توسط بندتو دا مایانو برای فیلیپو استروتسی، یک رقیب دودمان مدیچی آغاز شد که در نوامبر سال ۱۴۶۶ به شهر برگشته بود و دنبال بهترین کاخ برای اثبات کردن چیزگی و نفوذ خود و یک بیانیه سیاسی از وضعیت خود بود. شماری از ساختمان‌ها در دهه ۱۴۷۰ میلادی گرفته و ویران شدند تا برای ساخت و ساز کاخ فضای کافی وجود داشته باشد. جولیانو دا سانگالو از طراحی کاخ یک مدل چوبی ارائه داد. فیلیپ استروتسی در سال ۱۴۹۱ درگذشت و ساخت و ساز کاخ در سال ۱۵۳۸ به پایان رسید. دوک کوزیمو د مدیچی یکم در همان سال آن را غصب و مصادره کرد و تا سی سال دیگر به دست خاندان استروتسی نرسید.